# Nòuvic (Corresa)
Nòu Vic (en francès Neuvic) és un municipi francès del departament de la Corresa, a la regió de la Nova Aquitània.

## Demografia
| 1962                                       | 1968  | 1975  | 1982  | 1990  | 1999  | 2007  |
| ------------------------------------------ | ----- | ----- | ----- | ----- | ----- | ----- |
| 1.882                                      | 1.959 | 1.848 | 1.844 | 1.829 | 1.852 | 1.887 |
| Des de 1962: població sense dobles comptes |       |       |       |       |       |       |

## Administració
| Període | Identitat | Partit |
| ------- | --------- | ------ |
| 2001-   | Henri Roy | PS     |